# 汪猷
汪猷（1910年6月7日—1997年5月6日），男，浙江杭州人，中国有机化学家、生物有机化学家，中国科学院院士，法国科学院外籍院士，中国抗生素研究的先驱，是牛胰岛素全合成的主要参加者之一。

## 生平
汪猷于1922年至1926年就读浙江公立工业专门学校(浙江大学工学院)应用化学系。1931年毕业于金陵大学工业化学系；1937年获德国慕尼黑大学博士学位。文革時被衝擊，後复任上海有机化学研究所所长。